# Thomas Rosica
Thomas Rosica, né en 1959 à Rochester (New York), est un Père basilien, universitaire et chroniqueur canadien, fondateur et directeur général de la Télévision Sel + Lumière.

## Biographie

### Formation
Après avoir étudié à l'école primaire et secondaire de Rochester, il reçoit, en mai 1980, son baccalauréat ès arts en italien et en français ainsi qu'en littérature au St. John Fisher College (en). Il est ordonné prêtre dans la Congrégation de Saint Basile, le 19 avril 1986, à Rochester.
Il obtient ensuite un diplôme d'études supérieures en théologie et un autre en Sainte Écriture au Regis College de l'École de théologie de Toronto (1985), à l'Institut pontifical biblique de Rome (1991) et à l'École biblique et archéologique française de Jérusalem (1994).

### Communicant
En juin 1999, la Conférence canadienne des évêques catholiques le nomme chef de la direction et directeur national des Journées mondiales de la jeunesse qui auront lieu à Toronto en juillet 2002.
Le 1er juillet 2003, le P. Rosica devient Président-directeur général de Télévision Sel + Lumière, le premier réseau de télévision catholique du Canada. Entre 2003 à 2006, il exerce la fonction de maître des Scolastiques de la Congrégation de Saint Basile à Toronto. Au mois d’août 2006, il est élu au conseil général des pères basiliens et effectue un mandat de quatre ans en tant que second conseiller de la congrégation. 
Le père Rosica est membre de la commission épiscopale des communications pour la Conférence des évêques catholiques du Canada. Au mois de février 2009, le pape Benoît XVI le nomme consultant au Conseil pontifical pour les communications sociales. 
Le 11 février 2013, après l'annonce de la renonciation du Pape, il lui est proposé par le Vatican de se joindre au personnel du Bureau de Presse du Saint-Siège afin de servir en tant que porte-parole officiel durant le Sede vacante, le conclave et l'élection du pape François.
Parallèlement, il devient assistant au Bureau de Presse du Saint-Siège pour la langue anglaise. Depuis, il fournit quotidiennement les communiqués de presse aux médias anglophones des quatre coins du monde. 

### Universitaire
De 1990 à 2008, il enseigne l'Écriture Sainte dans les universités canadiennes à Toronto, Windsor et Londres. Parallèlement, de 1994 à 2000, il sert comme directeur exécutif de l'aumônerie catholique de l'Université de Toronto et, de 1994 à 2006, il représente les évêques canadiens dans la Consultation judéo-chrétienne canadienne.
Depuis le 1er décembre 2011, le P. Rosica sert en tant que président de l'Université de l'Assomption de Windsor (en) en Ontario.
Il est également membre des conseils d'administration de l'Université de saint Thomas (en) à Houston au Texas, du Collège Saint-Thomas-d'Aquin (en) à Nashville au Tennessee, du Collège John Fisher à Rochester dans l’État de New York et de l’Université pontificale grégorienne à Rome. Il sert également comme consultant à la chaire du cardinal John Foley au séminaire Saint-Charles-Borromée (en) à Philadelphie. 
Le P. Rosica est l'auteur de plusieurs centaines d'articles et chroniques qui sont régulièrement publiés dans plusieurs langues et différents journaux. Il écrit notamment une chronique hebdomadaire dans le Toronto Sun durant trois ans et une autre pour ZENIT durant trois ans également. Le premier volume de la réflexion Paroles faites chair : Réflexions bibliques pour l'année B est publié en français et en anglais, en décembre 2011, par le service des publications de la Conférence des évêques catholiques du Canada.

## Distinctions
Le père Thomas Rosica a reçu plusieurs prix de la part du gouvernement italien et de l'État d'Israël, ainsi que deux médailles du jubilé de la reine Élisabeth II pour son rôle auprès des jeunes. En 2003, lui est décernée la médaille Pro Ecclesia et Pontifice pour son implication lors des Journées mondiales de la jeunesse en 2002. En janvier 2014, il reçoit la médaille John Carroll de la John Carroll Society (en).

## Référence
- « Père Thomas M. Rosica, csb », sur Télévision Sel + Lumière, 27 août 2014 (consulté le 10 janvier 2015)